# Woolfolk State Office Building
El Woolfolk State Office Building es un edificio de oficinas gubernamentales de gran altura en la ciudad de Jackson, en el estado de Misisipi (Estados Unidos). Fue diseñado en estilo art déco por Emmett J. Hull, Edgar Lucian Malvaney, Frank P. Gates y Ransom Carey Jones, y se completó en 1949. Actualmente es el décimo edificio más alto de Jackson.

## Galería

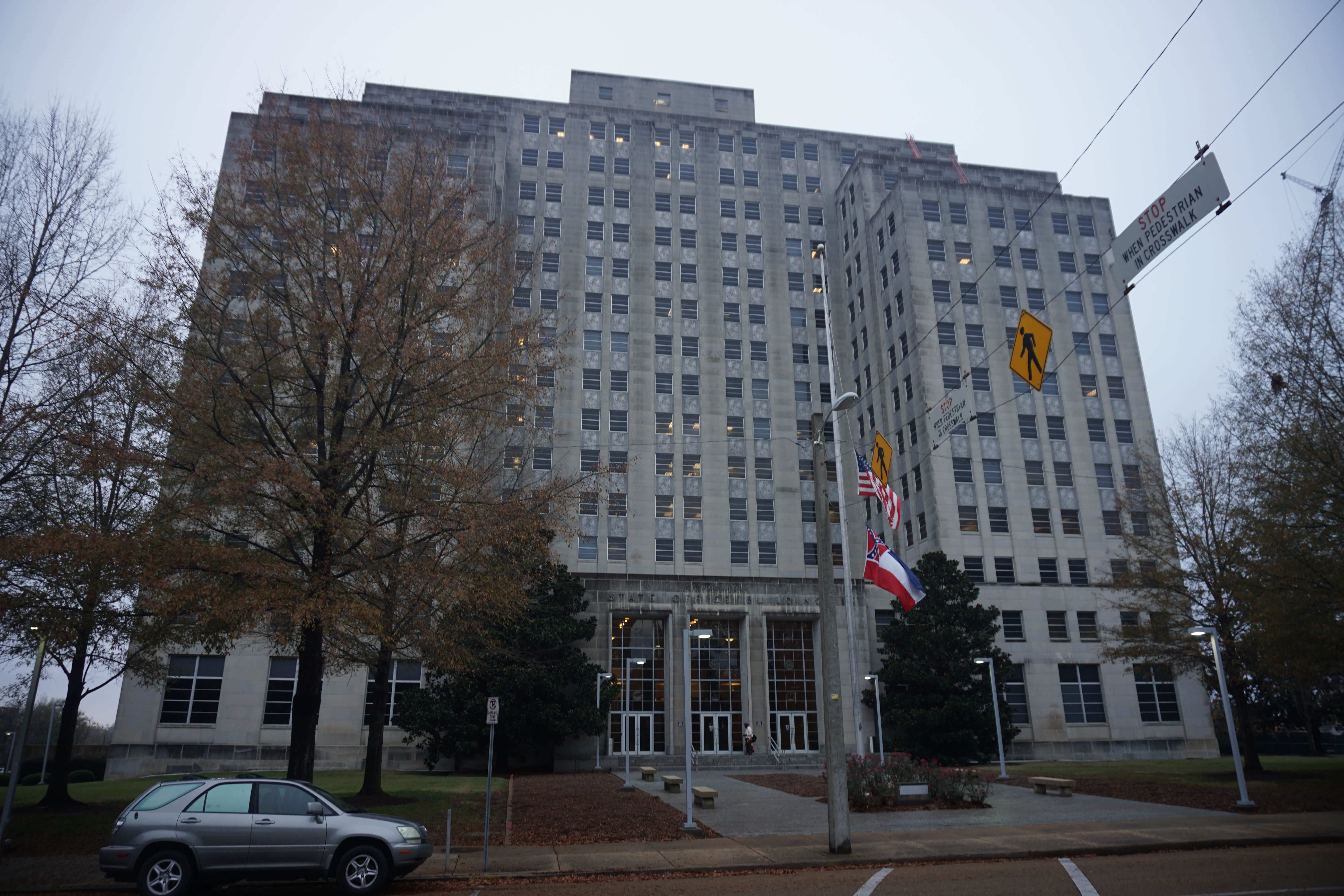
La torre vista de costado
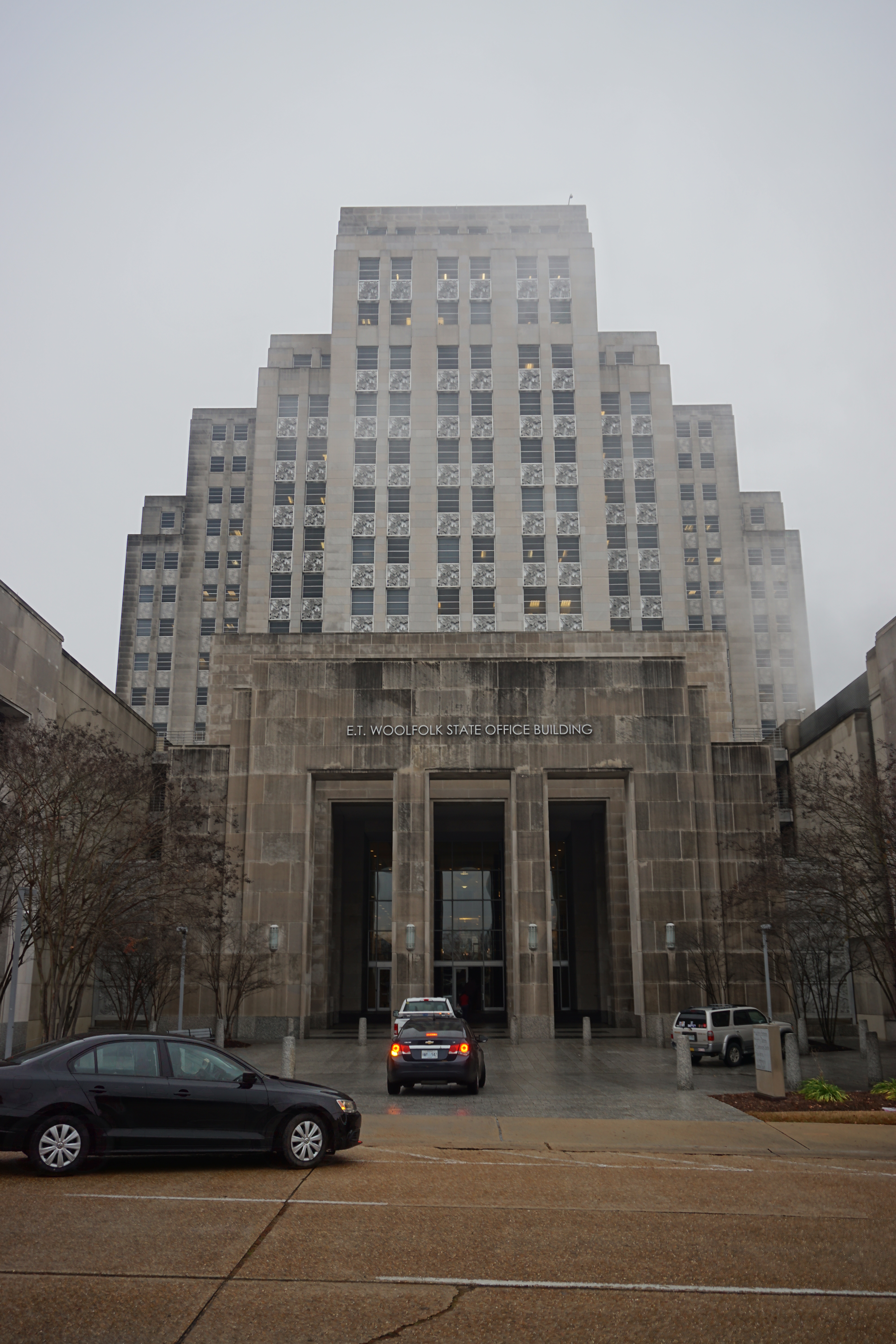
Fachada principal
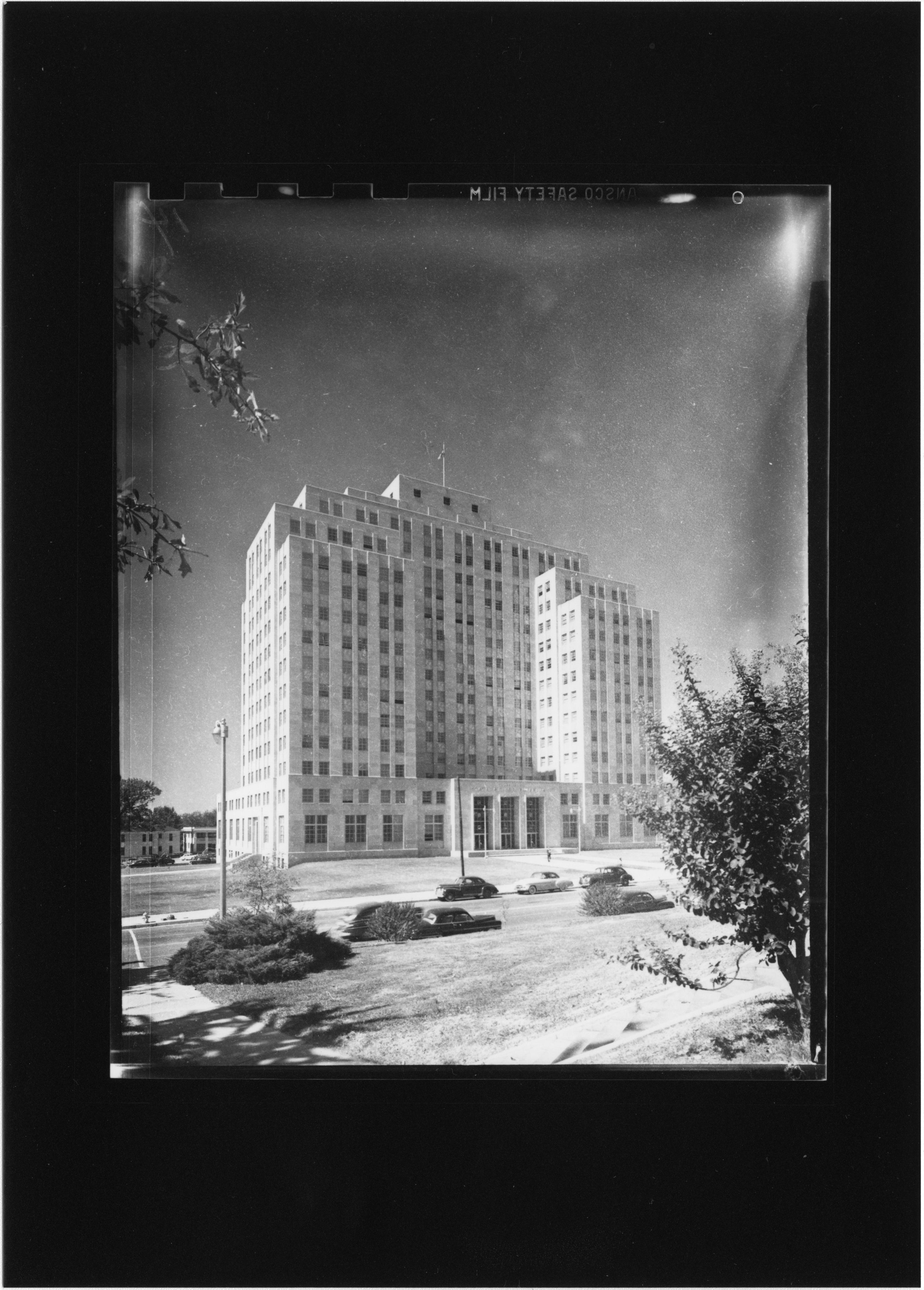
El edificio en 1951